# Bardas Parsacuteno
Bardas Parsacuteno (em grego: Βάρδας Παρσακουτηνός; romaniz.: Bárdas Parsakoutenós) foi um comandante bizantino e sobrinho do imperador Nicéforo II Focas (r. 963–969).

## Nome
Bardas (Βάρδας, Bárdas) é a forma latina e grega do armênio Varde (Վարդ, Vard), que pode ter derivado do parta vard- (em iraniano antigo *vr̥da-), "rosa", ou do iraniano antigo vard-, "virar".

## Vida

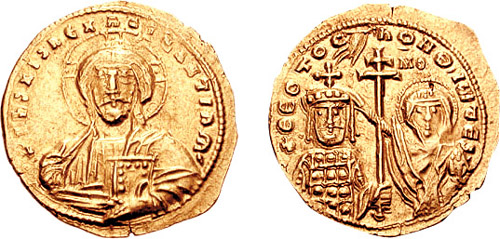
Histameno de João I Tzimisces r.

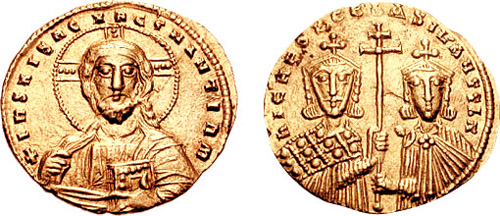
Histameno de r. e r.

O sobrenome da família (erroneamente escrito Παρσακουντηνός - Parsacunteno em alguns manuscritos) deriva da localidade de Parsácuta (Παρσακούτη - Parsakoúte). Seu pai, Teódulo Parsacuteno, casou-se com uma dama da família Focas, aparentemente uma filha do general Bardas Focas, o Velho, pai do general e futuro imperador Nicéforo II Focas (r. 963–969). Bardas teve dois irmãos, Teodoro e Nicéforo. Como ele portava o nome de seu avô materno, foi provavelmente o segundo a nascer dos três.
Segundo as fontes árabes, numa batalha em Adata em 19 de outubro de 954, Teódulo Parsacuteno e um de seus filhos, Bardas ou o jovem Nicéforo, foram levados prisioneiros pelo emir hamadânida Ceife Adaulá (r. 945–967). O irmão mais velho, Teodoro, tentou trocar seu pai e irmão pelo primo de Ceife Adaulá, o poeta Abu Firas Hamadani, que havia sido capturado no outono de 962, mas não foi até a troca de prisioneiros de 23 de junho de 966 que os cativos bizantinos mantidos por Ceife Adaulá foram libertados.
Como apoiantes do fracassado golpe de seu primo Bardas Focas, o Jovem contra João I Tzimisces (r. 969–976) em 970, Bardas e seus irmãos podem ter sido enviado ao exílio. O exílio deles provavelmente durou até Focas ser reconvocado em 978 pelo imperador Basílio II Bulgaróctono (r. 969–976) para confrontar a rebelião de Bardas Esclero. O último, um distinto general e o tenente mais experiente de Tzimisces, rebelou-se com a morte de Tzimisces em 976 e rapidamente tomou controle da Ásia Menor, repetidamente derrotando os exércitos lealistas. Finalmente, o ministro chefe de Basílio II, o paracemomeno Basílio Lecapeno, foi forçado a reconvocar Focas do exílio.
É provável que seus partidários foram perdoados e reconvocados ao mesmo tempo. Portanto, o historiador contemporâneo Leão, o Diácono relata que em 978 Bardas Parsacuteno, mantendo o posto cortesão supremo de magistro, comandou a frota imperial central quando ela derrotou uma frota rebelde que partiu de Abidos através do uso do fogo grego, antes de seguir em frente e desembarcar seus homens, derrotar os rebeldes em terra e recapturar a cidade.